# 福建鱘潯興籃球倶楽部
福建鱘潯興籃球倶楽部（ふっけんじんじんこうらんきゅうくらぶ、中国語: 福建鲟浔兴篮球俱乐部、英語: Fujian SBS Xunxing Sturgeons Basketball Club）は、中華人民共和国・福建省晋江市を本拠地とするプロバスケットボールチームである。現在、中国プロバスケットボールリーグ（CBA）に所属。ホームアリーナは祖昌体育館。日本語では福建スタージョンズとも呼ばれる。

## 歴史
前身は1960年代からある「福建男籠」チーム。1999年に福建潯興集団（福建浔兴集团）が出資し、福建鱘潯興籃球倶楽部（福建鲟浔兴篮球俱乐部）として創立。2002年に乙級リーグにて優勝し、2003年より甲B級ヘ昇格。さらに甲B級で勝利し2003年8月には甲A級に昇格し、2004年より中国プロバスケットボールリーグ（CBA）に参加。福建潯興集団がSBSと言うブランドを使用しているため、「福建SBS鱘」と表記されることもある。